# Михно, Владимир Борисович
Владимир Борисович Михно́ (род. 21 июля 1937, пос. Добрянка Черниговской области) — российский физико-географ, ландшафтовед, педагог. Доктор географических наук (1990), профессор (1991). Заведующий кафедрой физической географии и оптимизации ландшафта Воронежского государственного университета (1988—2018). С 2018 г. профессор кафедры. Отличник народного просвещения.
Ученик профессора Ф. Н. Милькова (1918—1996).

## Биография
В 1964 году окончил географический факультет ВГУ, после чего работал инженером-геодезистом в Воронежском Военпроекте, участвовал в полевых изысканиях в различных регионах СССР. Затем работал старшим инженером-проектировщиком в Росгипроводхозе ЦЧО (г. Воронеж). Одновременно с поступлением в аспирантуру приступил к преподавательской деятельности в Воронежском государственном университете.
В 1972 году после окончания аспирантуры защитил кандидатскую диссертацию.
С 1981 — доцент, а с 1988 — заведующий кафедрой физической географии ВГУ (сменил на этой должности своего учителя профессора Ф. Н. Милькова).
В 1990 году в Московском государственном университете защитил докторскую диссертацию на тему: «Закономерности формирования, региональные структуры и пути мелиорации меловых ландшафтов Восточно-Европейской равнины».
В 1991 присвоено учёное звание профессора.

## Научные достижения
Научные интересы связаны со следующими современными проблемами: ландшафтно-экологическая оптимизация, физико-географическое районирование, карстово-меловые геосистемы, ландшафтно-мелиоративное проектирование, рекреационное ландшафтоведение.
Профессором Михно разработаны теоретические, методологические и прикладные основы нового научного направления в географии — мелиоративного ландшафтоведения; сформулированы принципы мелиорации ландшафтных комплексов, проектирования ландшафтно-мелиоративных систем и ландшафтно-экологических каркасов.
Им также выявлены закономерности распространения и развития мелового карста, установлены региональные особенности карстово-меловых ландшафтов европейской части России, проведено их районирование для целей мелиорации.
Читаемые профессором Михно дисциплины: 1) физическая география и ландшафтоведение (современные теоретические и прикладные проблемы), 2) ландшафтоведение, 3) физическая география и ландшафты России, 4) мелиоративное ландшафтоведение, 5) ландшафтные основы проектирования мелиоративных систем.
Под его руководством защищены 9 кандидатских диссертаций.
Опубликовано 375 работ, в том числе монографии, статьи, учебные пособия и учебники.

## Почётные звания и награды
- Присвоено звание «Отличник народного просвещения».

## Основные публикации
- Мелиоративное ландшафтоведение / В. Б. Михно. — Воронеж: Изд-во ВГУ, 1984. — 244 с.
- Карстово-меловые геосистемы Русской равнины / В. Б. Михно. — Воронеж: Изд-во ВГУ, 1990. — 200 с.
- Меловые ландшафты Восточно-Европейской равнины / В. Б. Михно. — Воронеж: «Петровский сквер», 1993. — 232 с.
- Ландшафтно-экологические основы мелиорации / В. Б. Михно. — Воронеж: Изд-во ВГУ, 1995. — 208 с.
- Ландшафтно-экологические особенности водохранилищ и прудов Воронежской области / В. Б. Михно, А. И. Добров. — Воронеж: Изд-во Воронеж. гос. пед. ун-та, 2000. — 185 с.
- Ландшафтные основы проектирования мелиоративных систем / В. Б. Михно, А. И. Добров. — Воронеж: Изд-во Воронеж. гос. пед. ун-та, 2002. — 197 с.
- Основы физико-географического районирования / В. Б. Михно. — Воронеж: Изд-во ВГУ, 2005. — 280 с.
- Рекреационная география России (природоведческий аспект) / В. Б. Михно. — Воронеж, ВГУ, 2008. — 180 с.
- Природно-ресурсный потенциал и ландшафтно-экологическая ситуация Петропавловского района Воронежской области / В. Б. Михно. — Воронеж: Издательско-полиграфический центр ВГУ, 2009. — 118 с.
- Деградация дубрав Центрального Черноземья: монография / Н. А. Харченко, В. Б. Михно и др. — Федеральное агентство по образованию. ГОУ ВПО «ВГЛТА». — Воронеж, 2010. — 604 с.
- Рекреационное ландшафтоведение / В. Б. Михно. — Воронеж: Изд-во ВГУ, 2011. — 224 с.
- Природные ресурсы и ландшафтно-экологическое состояние Центрального Черноземья / В. Б. Михно — Воронеж: Издательско-полиграфический центр ВГУ, 2013. — 137 с.
- Центральное Черноземье: природные предпосылки социально-экономического развития и основные направления хозяйствования / В. Б. Михно, Т. М. Худякова — Воронеж: Изд-во Воронежского гос. пед. ун-та, 2013. - 136 с.
- Эколого-географический Атлас-книга Воронежской области / ред. ком.: В.И. Федотов (науч. ред.); отв. ред.: В.Б. Михно, Ю.В. Поросенков, С.А. Куролап. — Воронеж: Изд-во ВГУ, 2013. — 514 с.
- Ландшафтно-мелиоративное проектирование / В,Б. Михно, А.С. Горбунов. — Воронеж: Истоки, 2015. — 243 с.
- Ландшафтно-экологическая оценка муниципальных районов Воронежской области / А.С. Горбунов, В.Н. Бевз, В.Б. Михно, О.П. Быковская — Воронеж: Истоки, 2017. — 167 с.